# Carl Ludwig Gesell

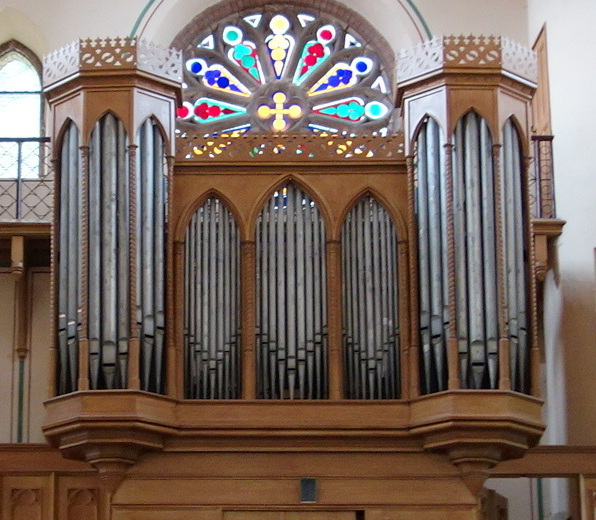
Orgel in Oderberg Nikolaikirche

Johann Carl Ludwig Gesell (* 24. Januar 1809 in Potsdam, Königreich Preußen; † 7. März 1867 ebenda) war ein deutscher Orgelbauer in Potsdam. Aus seiner Werkstatt ging seit 1894 die bekannte Firma Schuke hervor.

## Leben

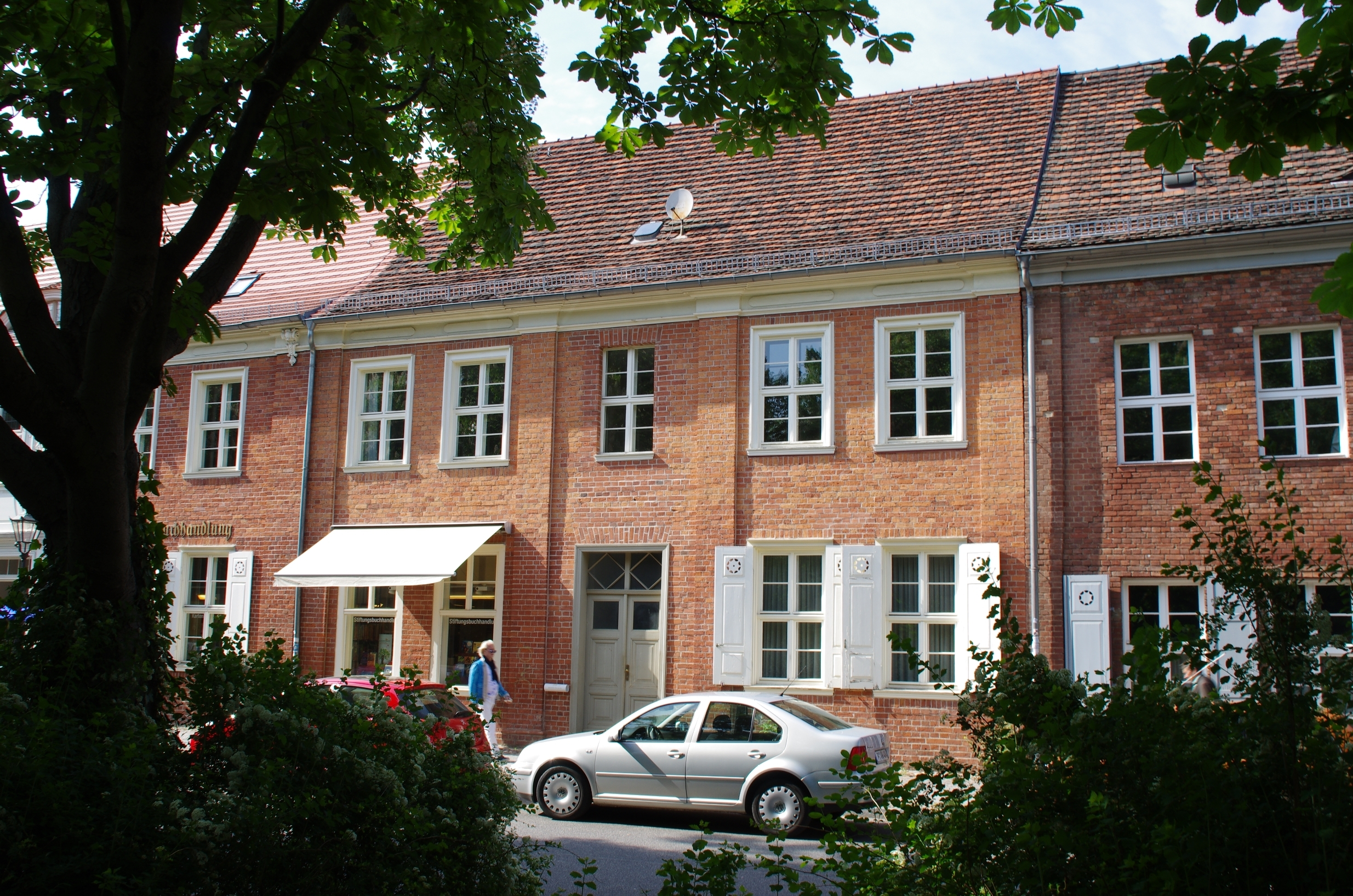
Haus in der Gutenbergstraße heute

Carl Ludwig Gesell lernte bei Friedrich Haas in Luzern, dem wichtigsten Orgelbauer in der Schweiz im mittleren 19. Jahrhundert. Anschließend war er für acht Jahre erster Gehilfe in der Werkstatt von Gottlieb Heise in der Charlottenstraße 50 in Potsdam. 1847/1848 übernahm er diese und führte sie seit 1852 mit Carl Schultze als Gesell & Schultze. 1856 wurde die Werkstatt in die Junkerstraße 36 (heute Gutenbergstraße 71) verlegt. Um 1861 verließ Carl Schultze die Firma.
Nach Gesells Tod 1867 übernahm sein Sohn Carl Eduard Gesell (1845–1894) die Firma, 1894 wiederum dessen Schüler Alexander Schuke. 

## Werke (Auswahl)
Von Carl Ludwig Gesell sind heute etwa 30 Orgelneubauten bekannt, vor allem in der Mittelmark. Von 1852 bis 1861 baute er gemeinsam mit Carl Schultze als Gesell & Schultze, danach wieder allein mit dem Sohn. Einige Instrumente sind erhalten. Nicht mehr vorhandene Orgeln sind kursiv gedruckt.
Orgelneubauten
| Jahr | Ort                  | Gebäude                 | Bild | Manuale | Register | Bemerkungen |
| ---- | -------------------- | ----------------------- | ---- | ------- | -------- | --- |
| 1848 | Saarmund             | Kirche                  |      | I/P     | 9        | erste eigene Orgel, Prospekt von Friedrich August Stüler, 1977–1979 restauriert |
| 1848 | Groß Glienicke       | Kirche                  |      | I/P     | 12       | 1929 ersetzt durch Schuke (II/P, 12) |
| 1848 | Läsikow              | Dorfkirche              |      | I/P     | 6        | erster Standort unbekannt, 1867 in neue Kirche in Läsikow, erhalten |
| 1848 | Nennhausen           | Dorfkirche              |      | I       | 4        | Positiv |
| 1850 | Zeestow              | Kirche                  |      | I/P     | ?        | nicht erhalten |
| 1850 | Grünefeld            | Dorfkirche              |      | I/P     | 11       | [ 6 ] [ 7 ] |
| 1850 | Börnicke, Havelland  | Kirche                  |      | I/P     | 8        | [ 8 ] |
| 1852 | Babelsberg           | Friedrichskirche        |      | I/P     | 15       | 1913 Erweiterung und pneumatischer Umbau auf I/P, 19 durch Schuke, 1917 Prospektpfeifen abgegeben, 1927 Zinkprospektpfeifen ersetzt, 1953 Umbau und Reparaturen durch Schuke, seit 2011/15 Neubau hinter historischem Prospekt geplant |
| 1852 | Caputh               | Kirche                  |      | I/P     | 6        | 1926 ersetzt durch Schuke-Orgel mit einigen alten Pfeifen, 2005 Neubau durch Hüfken mit einigen erhaltenen historischen Pfeifen im Gesell-Prospekt                                                                                     |
| 1852 | Oderberg, Barnim     | St. Nikolai             |      | II/P    | 16       | mit Pfeifen und Windlade von Johann Simon Buchholz von 1792, 1953 Umdisponierung von Karl Gerbig |
| 1852 | Gellmersdorf         | Kirche                  |      | I/p     | 6        | [ 12 ] |
| 1853 | Glindow              | Kirche                  |      | I/P     | 9        | instand gesetzt u. umdisponiert 1973, restauriert 2020 → Orgel |
| 1854 | Bliesendorf          | Kirche                  |      | I/P     | 8        | [ 13 ] |
| 1855 | Nitzow               | Kirche                  |      | I/P     | ?        | erhalten? |
| 1856 | Bornstedt            | Kirche                  |      | I       | 6        | 1882 Prospektpfeifen mit Ornamenten bemalt, 1978 Neubau durch Schuke im Prospekt von Gesell |
| 1856 | Werder               | Heilig-Geist-Kirche     |      | II/P    | 17       | 1906 und 1934 Umbau durch Schuke auf II/P, 20 und pneumatische Trakturen, 1985 Restaurierung |
| 1856 | Schmergow            | Kirche                  |      | I/P     | 7        | [ 15 ] |
| 1857 | Gramzow              | Kirche                  |      | I/P     | ?        | ersetzte Wagner-Orgel von 1736, 1938 Schuke-Neubau |
| 1857 | Potsdam              | Betsaal Junkerstraße 37 |      | I       | 5        | Positiv, im Nachbarhaus der Orgelwerkstatt (heute Gutenbergstraße 72), wahrscheinlich zerstört |
| 1860 | Potsdam              | Heilig-Geist-Kirche     |      | II/P    | 22       | größte Orgel, 1945 mit Kirche zerstört |
| 1860 | Zabelsdorf           | Kirche                  |      |         |          | [ 16 ] |
| 1860 | Golzow               | Kirche                  |      | I/P     | 8        | 1897 (oder 1870?) nach Bergsdorf umgesetzt, erweitert auf I/P, 9 |
| 1863 | Groß Machnow         | Kirche                  |      | I/P     | 9        | [ 18 ] [ 19 ] |
| 1864 | Paretz               | Dorfkirche              |      |         |          | 1966–1969 und 1993 restauriert durch Schuke |
| 1865 | Kladow               | Dorfkirche              |      | I/P     | 8        | Prospekt nach Entwurf von Karl Friedrich Schinkel, 1953 und 1976 restauriert von Karl Schuke, 1976 Register Mixtur 3fach ergänzt |
| 1865 | Potsdam              | Armenhaus-Kapelle       |      | I/P     | 8        | 1945 zerstört |
| 1867 | Buchholz bei Beelitz | Kirche                  |      | I/P     | 9        | [ 23 ] |

Weitere Arbeiten
- 1855 Brandenburg, St. Katharinen, Erweiterung der Wagner-Orgel  auf III/P, 32
- 1857 Sternhagen, Kirche, Umsetzung der Wagner-Orgel aus Gramzow (I/P, 9) von 1736
- 1860 Potsdam, St. Nikolai, Umbau der Heise-Orgel von 1837